# Mare Fecunditatis

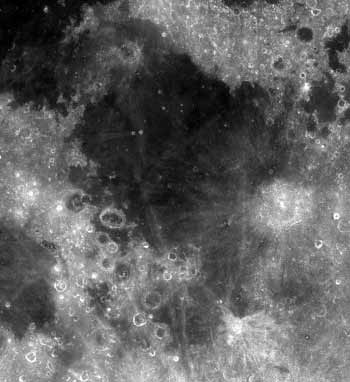
Mare Fecunditatis.

Poloha Mare Fecunditatis a ostatních moří.

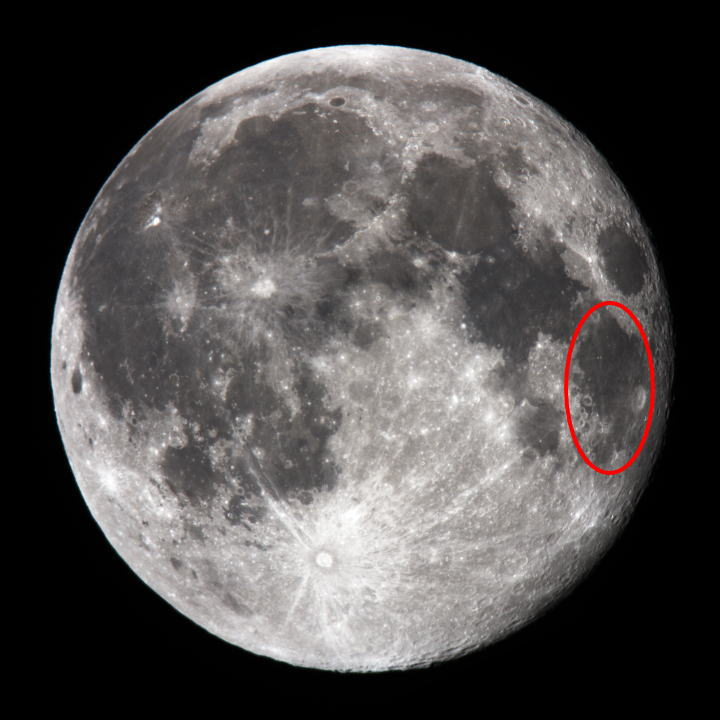
Poloha Mare Fecunditatis.

Mare Fecunditatis (česky Moře hojnosti nebo Moře plodnosti nebo Moře úrody) je měsíční moře nepravidelného tvaru  rozkládající se na přivrácené straně Měsíce, jihovýchodně od Mare Tranquillitatis (Moře klidu) a jižně od Mare Crisium (Moře nepokojů). Západně od něj leží malé moře Mare Nectaris. Mare Fecunditatis má plochu cca 326 000 km². Na jeho východním okraji se nachází výrazný kráter Langrenus, přibližně v jeho středu leží zajímavé menší krátery Messier A a B.

## Expedice
V Mare Fecunditatis přistála 20. září 1970 sovětská sonda Luna 16 a odebrala vzorek půdy, který dopravila na Zemi. 21. února 1972 zde přistála další sovětská sonda (severněji, v kráteru Apollonius C), tentokrát Luna 20. I ona odebrala vzorky a dopravila je na Zemi.